# Tufy filipowickie

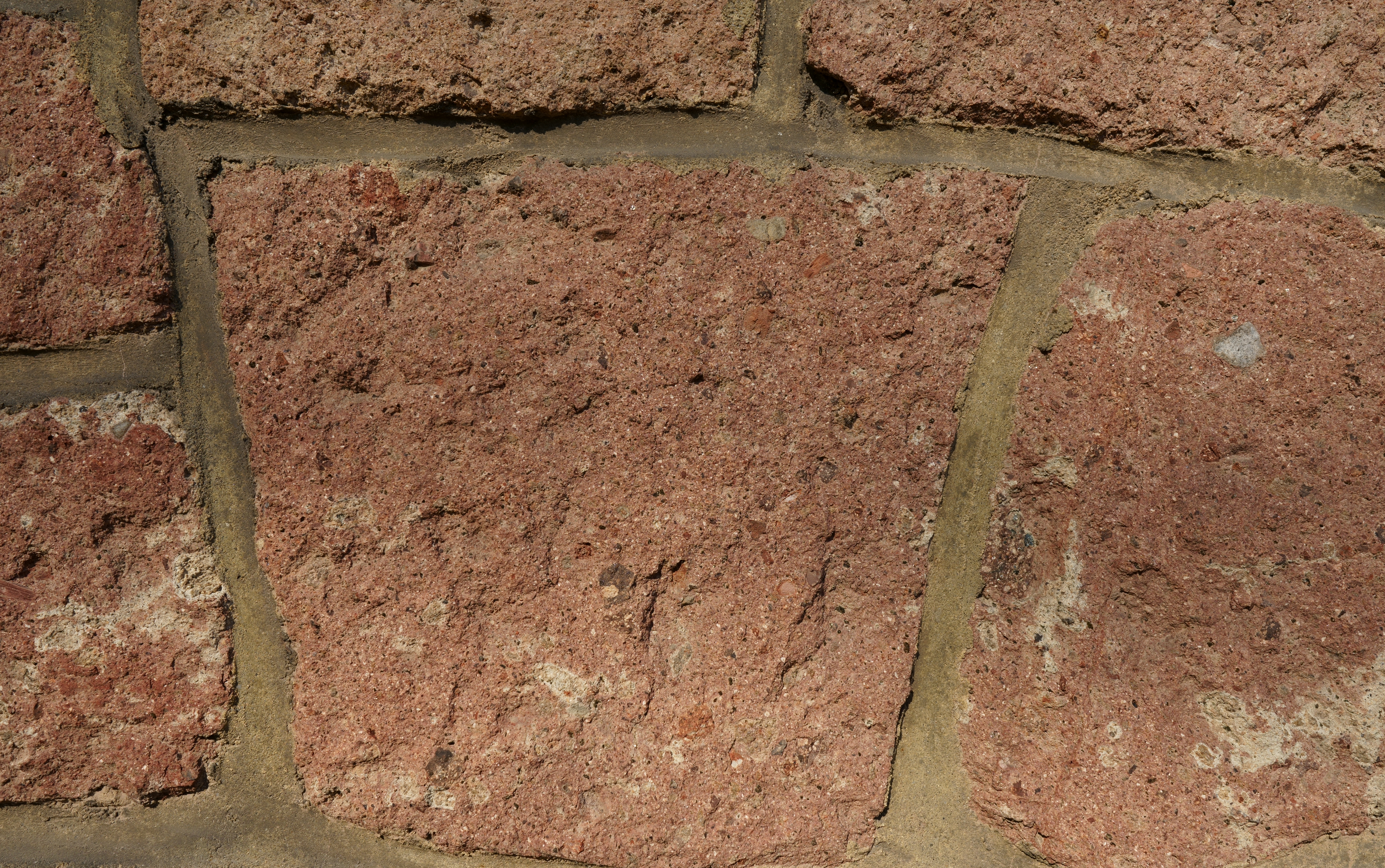
Fragment muru kościelnego zbudowanego z tufu filipowickiego w Filipowicach

Tuf filipowicki – rodzaj tufów i tufitów porfirowych. 
Jest to skała lekka, zwięzła, osadowa, należąca do skał piroklastycznych, o barwie czerwono-różowej z jasnymi plamami wtórnego kalcytu lub zielonymi smugami chlorytu, silnie porowata, z charakterystycznymi bezładnie ułożonymi ciemnymi, automorficznymi kryształami biotytu, oraz jasnymi, zwietrzałymi skaleniami w skale występują również okruchy porfiru, wapieni i łupków karbońskich, które zostały wyrwane z podłoża podczas wybuchu wulkanu (niewielkie bomby wulkaniczne). Struktura porfirowa z fenokryształami skalenia. Wykazuje złą selekcję i brak warstwowania. W stanie świeżym tuf filipowicki jest miękki, po wyschnięciu staje się twardy i dość kruchy.
W tufie filipowickim jako główny składnik występuje sanidyn (skaleń potasowy) oraz minerały: kaolinit, biotyt, illit oraz kwarc. Ziarna biotytu osiągają wielkość do 8 mm, pozostałe składniki mają bardzo zróżnicowane wielkości ziaren, od kilku mm do 5 cm. Tuf filipowicki powstał w dolnym permie wskutek erupcji wulkanicznych law porfirowych zmieszanych z popiołami wulkanicznymi. Jest utworem czerwonego spągowca.
Skała cechuje się dobrymi właściwościami termoizolacyjnymi, jest twarda i łatwa w obróbce. Stosowana jest w budownictwie i przemyśle szklarskim dzięki obecności potasu.
W Polsce tuf filipowicki występuje na Wyżynie Krakowsko-Częstochowskiej w Filipowicach (stąd nazwa) koło Krzeszowic na wzniesieniu Kowalska Góra. Tufy o składzie zbliżonym do filipowickiego występują na Dolnym Śląsku w utworach czerwonego spągowca.